# I Can't Wait
«I Can't Wait» — пісня, яку написали Брук Маклімонт, Крістофер Ворд та Меттью Жеррард. Брук Маклімонт записала пісню як свій дебютний сингл; він вийшов в Австралії 17 червня 2002. Сингл досяг 49 місця чарту ARIA Singles Chart.

### Музичне відео
Музичне відео зрежисував Сем Ребіллет.

### Чарти
| Чарт (2002)                   | Місце |
| ----------------------------- | ----- |
| Australian ARIA Singles Chart | 49    |

## Версія Гіларі Дафф
«I Can't Wait» — пісня, записана американською поп-співачкою Гіларі Дафф 2002 року як саундтрек до телесеріалу Ліззі Макгвайр. Пісня досягла 1 місця на чарті Radio Disney, після того як протягом шести тижнів лунала в ефірах радіостанцій близько 850 разів. Ремікс пісні продається на другій стороні диску з синглом «Why Not». В 2002 вийшов міні-відеокліп до пісні.

### Чарти
| Чарт (2002)  | Місце |
| ------------ | ----- |
| Radio Disney | 1     |